# Władysław Krzyżagórski
Władysław Krzyżagórski (ur. 19 maja 1911 w Poznaniu, zm. 25 maja 1943 w KL Auschwitz) – polski hokeista i kupiec.
Zawodnik AZS Poznań w sekcji hokeja na lodzie. Złoty medalista mistrzostw Polski w 1934 i dwukrotny brązowy medalista - w latach 1931 i 1933. Właściciel firmy Palmo w Poznaniu. Ochotnik w walkach kampanii wrześniowej. Pod koniec 1939 aresztowany przez Niemców i wywieziony do KL Dachau, a następnie do KL Auschwitz. Od maja 1943 więziony w Bloku XI. Rozstrzelany 25 maja 1943. Brat Alojzego.